# Akademik Mstislav Keldysh (schip, 1980)

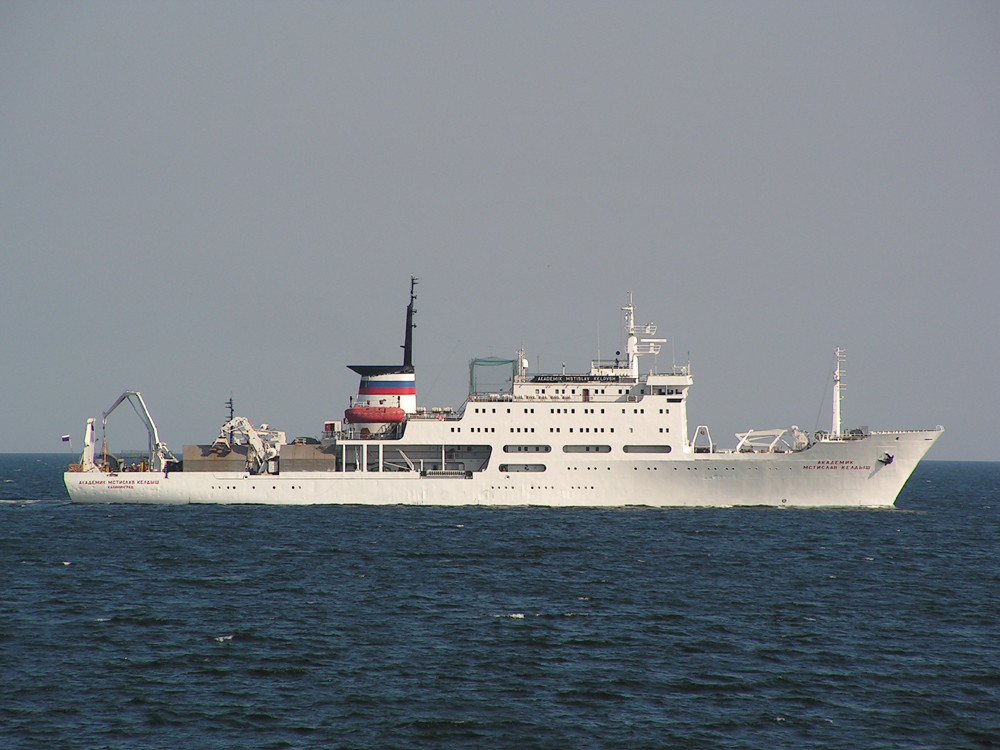
Het onderzoeksschip Akademik Mstyslav Keldysh

De Akademik Mstislav Keldysh (Russisch: Академик Мстислав Келдыш) is een onderzoeksschip van de Russische Academie van Wetenschappen. Het schip is genoemd naar de Sovjet-Russische wiskundige en lid van de Academie van Wetenschappen van de USSR (Akademik) Mstislav Keldysh.
Het schip figureerde in de film Titanic uit 1997 waarin Rose Calvert haar verhaal over haar belevenissen op de Titanic aan de bemanning en haar kleindochter vertelt. De Keldysh is ook gebruikt in de film als boot wanneer Brock Lovett en Lewis Bodine de kluis uit het stoomschip RMS Titanic openen aan dek.